# ایمنی در برابر آتش
ایمنی در برابر آتش به مجموعه مطالعات و اقداماتی که با اهداف جلوگیری از آتش، کاهش اثرات یا واکنش در برابر آتش انجام می‌گیرد و هدف آن کاستن از زیان‌های ناشی از آتش است.
علم ایمنی در برابر آتش شامل مطالعات رفتار، دسته‌بندی، فرونشانی و بازرسی آتش و موضوعات مربوط به آن است که در بخش‌های مختلف مانند پژوهش و توسعه، تولید، آزمایش و کاربرد این موضوعات در اهداف ایمنی در برابر آتش انجام می‌گیرد.

## روش‌های ایمنی در برابر آتش
روش‌ها مربوط به ایمنی در برابر آتش به صورت کلی به دو دسته عامل (به انگلیسی: Active) و غیرعامل (به انگلیسی: Passive) تقسیم می‌شود.

### روش‌های غیرعامل

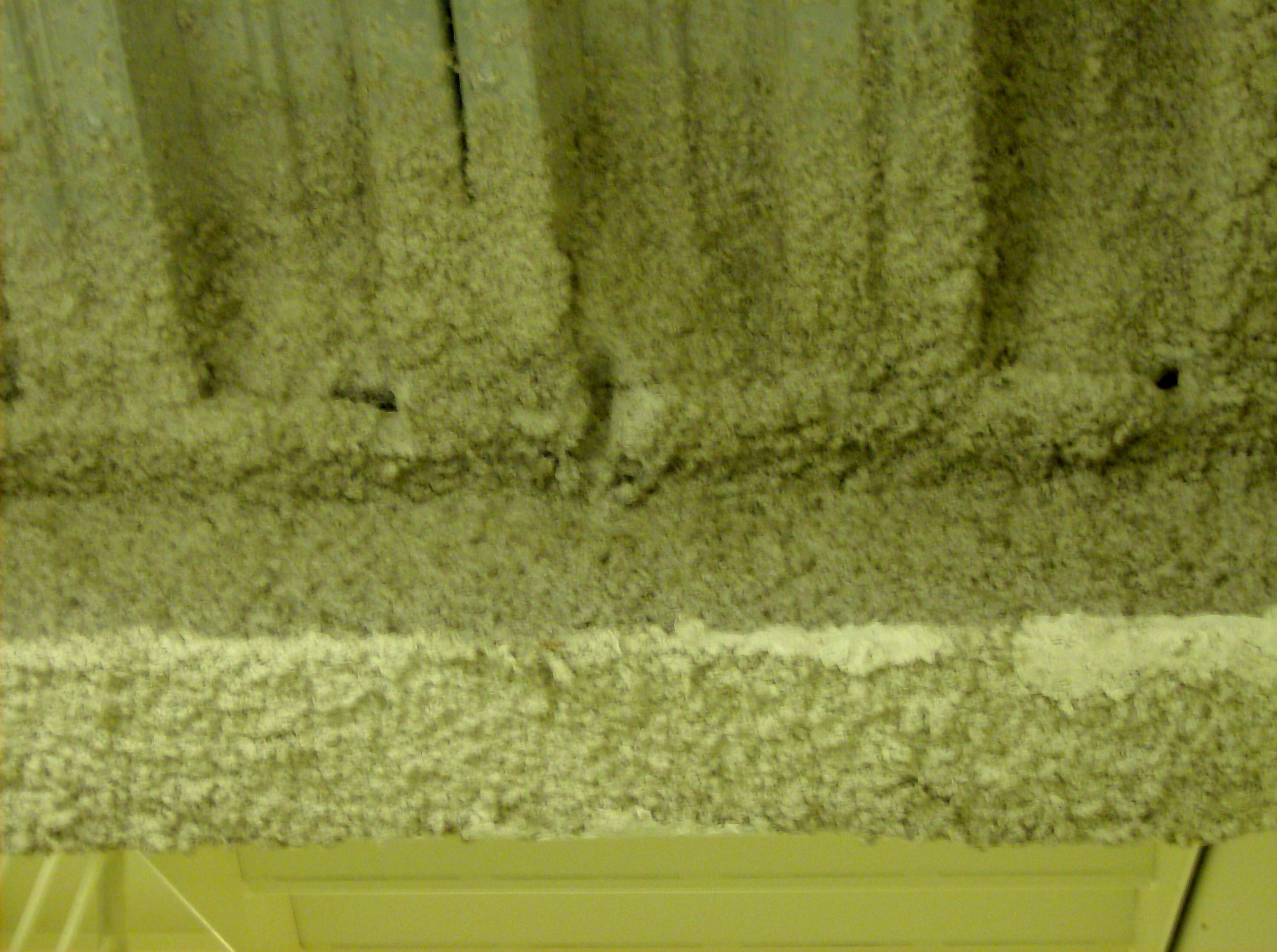
برای کاهش اثر حرارت بر یک تیرآهن، پوششی از مواد ضد آتش بر روی آن پاشیده شده‌است

روش‌های غیرعامل یا مقابله پیش‌گیرانه شامل آن دسته از تدابیر و اقداماتی است که از ایجاد و تشدید خسارات ناشی از حریق پیش‌گیری نموده یا احتمال آن را کاهش می‌دهند. مهم‌ترین این تدابیر آموزش‌های تخصصی است. علاوه بر آموزش، تدوین و اجباری شدن و رعایت استانداردهای گوناگون (از ساخت مسکن و مصالح ساختمانی گرفته (استانداردهای BS 476 انگلستان و DIN 4102 آلمان) تا چگونگی انبارش کالاهای گوناگون) از جمله اقدامات پیش‌گیرانه محسوب می‍شود. امروزه در ایران علی‌رغم اجباری بودن استاندارد ساخت مصالح، هنوز حدود نیمی از مصالح تولیدی، دارای استاندارد نمی‌باشند. استفاده از مصالح ضد حریق، یکی دیگر از روش‌های مقابله غیرفعال است. اجرای مانورهای آمادگی و آموزش‌های مداوم، از دیگر روش‌های مقابله پیش‌گیرانه به‌شمار می‌روند.

### روش‌های عامل

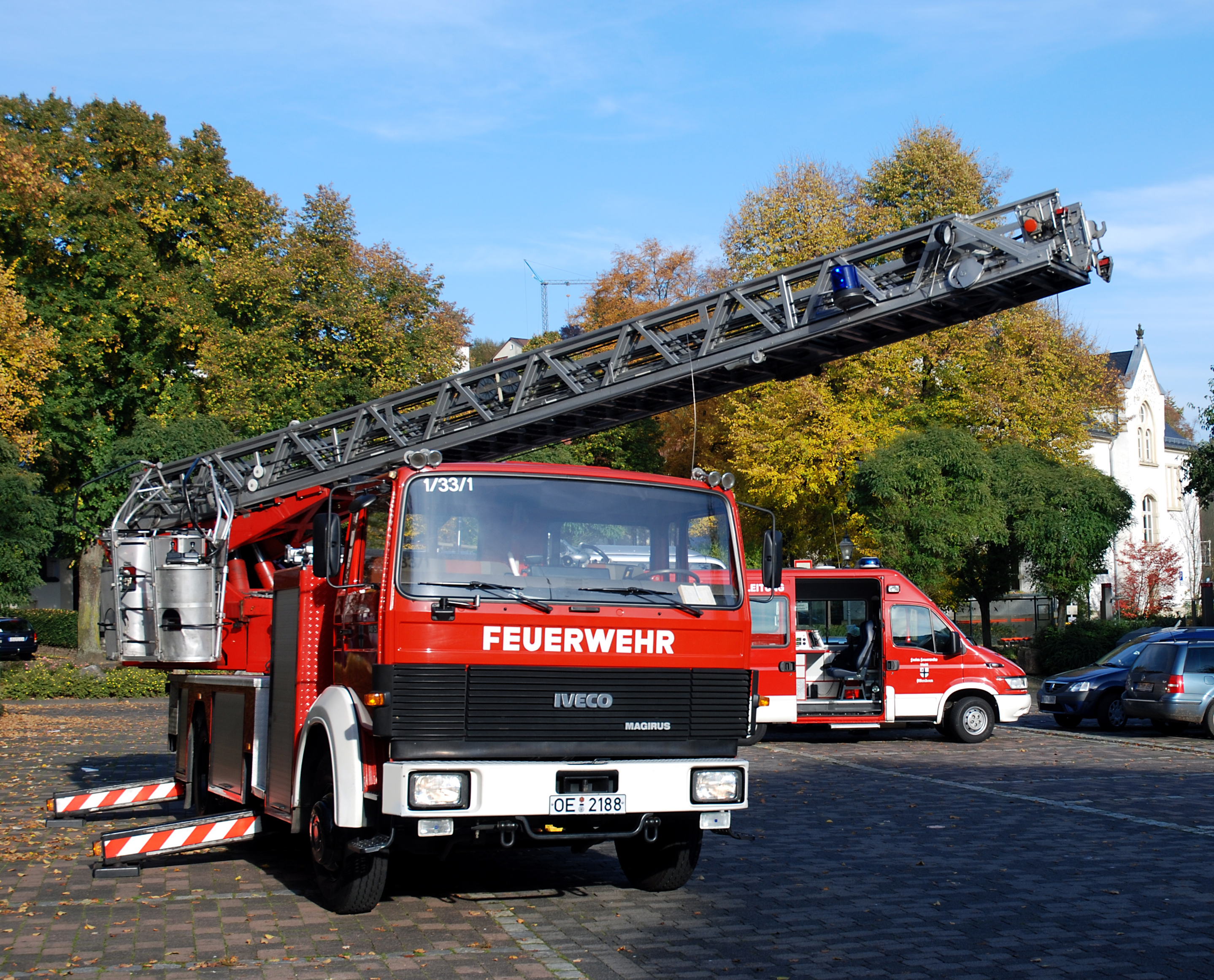
امکانات آتش‌نشانی، نمونه‌ای از مقابله فعال (پس از وقوع) است.

روش‌های عامل یا مقابله پس از وقوع دربرگیرنده آن دسته از اقداماتی است که باعث می‌شوند در صورت وقوع حریق، تشخیص به سرعت انجام پذیرفته یا مبارزه مؤثرتری بر حریق صورت پذیرد. استفاده از سیستم‌های اعلام حریق (برای تشخیص و اعلام به موقع) استفاده از سیستم‌های اطفای حریق برای مبارزه سریع و مؤثر خودکار با حریق، سازماندهی و تدارک نیروهای انسانی و امکانات آتش‌نشانی به میزان لزوم، از مهم‌ترین روش‌های مقابله فعال است.